# 宇宙刑事ギャバン THE MOVIE
『宇宙刑事ギャバン THE MOVIE』（うちゅうけいじギャバン ザ ムービー）は、 2012年10月20日に東映系で公開された日本の特撮映画。1982年に放映された特撮テレビドラマ『宇宙刑事ギャバン』の映画化作品である。キャッチコピーは「あばよ涙、よろしく勇気!」「蒸着せよ、銀の魂を継ぐ者よ―― 銀河に危機が迫る時、宇宙刑事が立ち上がる」。

## 概要
同年1月に封切られた『海賊戦隊ゴーカイジャーVS宇宙刑事ギャバン THE MOVIE』でギャバンが復活したのを足掛かりに、誕生30周年を記念して初の単独オリジナル作品として映画化。
監督は旧作シリーズでアクション監督を手がけた、金田治。音楽にはテレビシリーズを手がけた渡辺宙明に加え『ゴーカイジャーVSギャバン』で渡辺と音楽を共に手がけた山下康介も参加。主演は旧作の主演だった大葉健二に加え、新たなギャバン役として石垣佑磨を起用、旧作からはコム長官役の西沢利明に加え、初期の10話でドン・ホラーの声を担当していた飯塚昭三が実写作品では30年ぶりに復帰。
Wギャバンを取り巻くキャストには『侍戦隊シンケンジャー』の森田涼花、『非公認戦隊アキバレンジャー』の穂花、『獣拳戦隊ゲキレンジャー』の三浦力、『仮面ライダーオーズ/OOO』の岩永洋昭と、スーパー戦隊シリーズや平成仮面ライダーシリーズといった東映特撮作品に出演経験のある人物が多く配された。
クリーチャーデザインを担当した篠原保によれば、本作品以前にもリブート企画が存在しており、篠原はその流れからの参加で一部デザインを本作品に転用している。
本作品のPRの一環として、同時期のテレビ作品『特命戦隊ゴーバスターズ』でコラボが行われた（詳しくは#『特命戦隊ゴーバスターズ』参照）。
新宿バルト9他全国171スクリーンで公開され、2012年10月20、21日の初日2日間で7,395万200円、動員5万9,692人になり映画観客動員ランキング（興行通信社調べ）で初登場第5位となった。

## ストーリー
かつて、全宇宙で凶悪犯罪の限りを尽くした宇宙犯罪組織・マクーは、伝説の宇宙刑事・ギャバンによって首領ドン・ホラーが倒されたことで壊滅したが、残党は今でもドンの復活を目論み、暗躍しているという。
ある日、地球にある宇宙物理学研究開発機構・SARD（サード）がマクー残党の襲撃に遭い、SARDに勤める女性・河井衣月も襲われる。そこに銀色のコンバットスーツに身を包んだ戦士が現れ、マクー残党を撃退する。変身を解除した戦士の顔を見て、衣月は驚く。その戦士は、1年前にスペースシャトルの遭難事故で生死不明となっていた幼なじみ・十文字撃だったのだ。撃は謎の人物によって救助された後、バード星に運ばれてコム長官から直々にスカウトを受け、宇宙刑事になるための訓練を積んでいたが、演習中に地球の危機を知って駆けつけたのだ。
まだ正式な宇宙刑事ではない撃はコム長官を説得し、パートナー・シェリーとマクー残党の陰謀について調査を開始する。しかし、残党のリーダー・漆黒騎士ブライトンの猛攻に倒れ、衣月をも連れ去られてしまう。
撃は心が折れかかるがある男の叱咤により再起し、マクーが作りだした危険な異世界・魔空空間へ向かう決意を固める。目指すはマクーのアジト・魔空城であり、そこに衣月も囚われの身となっているはずだ。撃は叫ぶ。
「蒸着！」
かつての「伝説」は今「不滅」になる。ここに、正義の銀の魂を継いだ宇宙刑事・ギャバンが復活したのだ。

## 登場人物

### 銀河連邦警察
十文字 撃（） / 宇宙刑事ギャバンtypeG（）
主人公。地球人であり、元サイドカーレーサーで宇宙飛行士。27歳。
日本製スペースシャトル「かなた」の事故で宇宙を漂流しているところを一条寺烈に助けられる。その後、コム長官から銀河連邦警察にスカウトされ、約1年に及ぶ訓練を受けてコードネーム「ギャバン」を継ぐ。

一条寺 烈（） / 宇宙刑事ギャバン
かつて地球地区担当宇宙刑事としてマクーを壊滅させた伝説の宇宙刑事。50歳。現在は特務刑事として活躍しており未だ現役。

シェリー
コム長官の姪で、撃のパートナー。19歳。

コム長官
銀河連邦警察の最高責任者。30年以上のキャリアを持ち、その威厳は未だ健在。初代ギャバンら歴代の宇宙刑事たちに指令を与えてきた。68歳。

エリーナ
長官室に常駐するコム長官の秘書。かつてのテレビシリーズにおけるマリーンと同じ役回りの女性。27歳。

日向 快（） / 宇宙刑事シャリバン
伊賀電 / 宇宙刑事シャリバンのコンバットスーツとコードネームを受け継いだ男。28歳。

烏丸 舟（） / 宇宙刑事シャイダー
沢村大 / 宇宙刑事シャイダーのコンバットスーツとコードネームを受け継いだ男。32歳。

### 宇宙物理学研究開発機構「SARD」
河井 衣月（）
撃と遠矢の幼馴染。25歳。
宇宙物理学研究開発機構「SARD」の研究員。遠矢とは研究仲間でもあり、彼の幼いころからの宇宙にかける夢に共感し、恋心を抱いていた。そのことは撃にも気付かれていたが、当の遠矢自身はそれに気付くことはなく、次第に常軌を逸していく彼の様子に不安を抱いていた。
2人の事故から1年経っても彼らの生存を信じており、遠矢のワームホールの研究を受け継いでいる。撃の生存を知り、彼に協力しようとするが、ブライトンに拉致され、ドン・ホラーの依り代に選ばれる。

岩本室長
衣月の上司の研究室長。衣月に好意を寄せているが、独善的であるゆえに衣月からは軽蔑されている。ザン・バルドに殺害される。

### 宇宙犯罪組織マクー
かつて全宇宙にその名を轟かせた宇宙犯罪組織。30年前に初代ギャバンによって壊滅させられたがブライトン指揮の下に復活を果たし、かつての首領であるドン・ホラー復活を企み暗躍する。今作では地球の魔空空間に浮かぶ魔空城を拠点に活動。幹部たちは皆ドン・ホラーおよびブライトンに絶対の忠誠を捧げている。
ブライトン / 大熊 遠矢（）
ドン・ホラーの後を継いでマクーの首領となった黄金の仮面の剣士。ワームホールを生み出して魔空空間を拡大させてドン・ホラーを復活させようとする。
冷酷残忍な性格でドン・ホラー復活のために様々な手段で地球を攻撃する。さらには、衣月をドン・ホラー復活の器にしようと誘拐する。
その正体は撃と衣月の幼馴染である大熊遠矢。かつては撃とコンビを組んでいた元サイドカーレーサーにして宇宙飛行士。宇宙物理学研究開発機構「SARD」の研究者としても活動していた。
衣月に恋心を抱いており、本人は気がついていなかったが相思相愛だった。自身の研究であったワームホール理論が認められないことで周囲から笑われていると思い、その焦りからいつしか精神の均衡を崩しはじめる。さらには研究のために可愛がっていた愛猫を平気で犠牲にしようとするなど常軌を逸した部分を見せ始めたことから、衣月に不安を与えていた。
そしてワームホールのような光の歪みの実証のため、撃と共に宇宙へと旅立つが、火星の衛星軌道上での調査中にシャトルが爆発。ワームホールに飲み込まれてしまい、ドン・ホラーの意識に触れて「撃が衣月を手に入れるために自分を裏切った」と唆され、仮面を被せられてブライトンへと生まれ変わった。
- デザインを担当した篠原保は、プロットから仮面が重要な要素と考え、黒っぽいコンバットスーツ風のメカ装甲のボディに対し、マスクは模様ともヒビ割れとも取れる抽象的な雰囲気にした。全体的にはクラシカルな雰囲気で舞台劇の衣裳をイメージしている。

ザン・バルド
かつてのマクーの行動隊長であるサン・ドルバの怨念で形成された鎧を纏う戦士。サン・ドルバが使用していた杖に似たドクロの装飾付きの三つ又の槍を武器にする。
- デザインを担当した篠原は、胸の髑髏はサン・ドルバ本人のものと想定しており、空の鎧を精神体が動かしているという解釈であるという。また、資料を見て描くと「変えよう」という意識が働いて別モノになってしまうことが多いため、資料をあまり見ずに描いたという。

魔女キル
かつてのマクー幹部である魔女キバと同じ一族出身の魔術使い。自称「幻惑の妖術使い」で、様々な妖術を操る。また、手にした鞭は地面を叩くことによって生じた波動で死者を操る。人間に化けることも可能。最期はシャリバンクラッシュを受けブライトンの名前を呼びつつ爆散した。
- デザインは、篠原がファッションショーで見た、溜めた静電気でわざとウィッグを浮かせるイメージを用いている。
- 監督の金田からはメイクに関しては当初はどぎつくしないようにと言われていたが、実際には眉毛を半分剃るなどかなり濃いメイクとなった。

リザードダブラー
ダブルモンスターに属するマクー怪人で、「地獄の処刑人」の異名を持つ。武器はシミターとシールド、リザードミサイルと呼ばれるトカゲ状の右手から発射するミサイル。また、その右手でデータをコンピューターから盗み出すことも可能。
ダブルモンスターであるが立場的にはザン・バルド、魔女キルの2人と同格で魔空空間の発動権限も持っている。
- 元々は篠原が参加していた本作品以前にあった別のリブート企画で描かれていた中の1体であり、本作品への登場にあたりザン・バルドや魔女キルとの共通性を持たせるために腹部にダブルマンの顔が追加された。篠原は、本来は原典と同様に動物モチーフで、幻獣を用いた強化型に途中からなるという流れの、後半緒戦の咬ませ犬的な立場として描いていたため、本作品で強敵扱いされていたことには戸惑ったという。

マクーモンスター
下級兵士。テレビシリーズにおけるクラッシャーと同じ立ち位置だが、こちらは顔の上半分が露出した外見になっている。武器はシミターなど。

ドン・ホラー
初代ギャバンとの決戦に敗れ死亡した元マクー首領（ドン）。新幹部たちは彼の復活を目的に暗躍する。ワームホール内に精神体として存在し、大熊遠矢をブライトンに変貌させた。

## メカニック

### コンバットスーツ
特殊軽合金グラニウム製のターボプロテクターと呼ばれる戦闘強化服。普段は宇宙船内に保管されており、刑事たちの呼び出しに応じて高速転送される。
ギャバンtypeG
撃がコンバットスーツを蒸着した姿。劇中では一貫して「ギャバン」と呼称される。初代ギャバンとほぼ同じ姿をしているが、レーザースコープ（目）とディメンションコントローラー（胸のパネル）が青く発光している。装備や技はギャバン同様で、レーザーブレードを使った「ギャバン・ダイナミック」、ディメンションボンバー、レーザーZビーム、スパイラルキックの他にオリジナル技として、レーザーブレードで敵を十文字に切り裂く「ギャバン・ハイパーダイナミック」を使う。「ギャバン・ハイパーダイナミック」は遠矢 / ブライトンとの最後の戦いで編み出した技であり、以降こちらを主力の必殺技としている。
- デザインを担当した篠原は、胸部分のみをサンプルとした改変案を提出し、決まった方向性で全身を修正する予定であったが、胸のみが修正されることになったという。

ギャバン
烈のコンバットスーツ蒸着形態。その存在は「伝説の宇宙刑事」とも呼ばれる。

シャリバン
日向快がコンバットスーツを赤射した姿で、かつてマドーとの戦いで伊賀電が赤射していた姿。必殺技はシャリバンクラッシュ。

シャイダー
烏丸舟がコンバットスーツを焼結した姿で、かつてフーマとの戦いで沢村大が焼結していた姿。必殺技はシャイダー・ブルーフラッシュ。

### マシン
サイバリアンtypeG
サイドカー型のギャバンtypeG専用マシン。劇中では「サイバリアン」と呼称される。地球上では通常のオートバイ（スズキ・バンディット1250F）にも偽装する。
初代の物が赤色なのに対し、typeG専用は青色を基調としており細部が初代の物とは若干異なる。

超次元高速機ドルギラン（ギラン円盤&ドルユニット）
かつて烈が使用していた超光速宇宙船で、｢ギャバン｣のコードネームを継いだ撃が正式就任以前から演習艦として使用している。内装は一新されている。

電子星獣ドル
下部のドルユニットが分離してドラゴン型ロボット兵器へと変形した姿。鳴き声が初代とは変わっているが、ドルファイヤーやドルレーザーなどの武装は当時と同じもの。ドルキックに相当する技は「ドルクラッシュ」と呼称。

スズキ・ジムニー
烈が地球でのパトロールに使用する愛車。かつて使用していた旧式モデル（SJ30Fハーフメタルドア）ではなく3代目となる当時の現行モデル（JB23）になっており、車体の色も赤から青に変更されている。

### マクー側マシン
魔空城
魔空空間に浮かぶマクーの居城。初代ギャバンに敗れたドン・ホラーの爆発によって炎上陥落したが、再建された。ブライトンたちの拠点となる。

マクー戦闘円盤
マクーの小型円盤。3機編隊で飛行し、機体上部に装備されたビーム砲が武器。

## キャスト
- 十文字撃 / 宇宙刑事ギャバン：石垣佑磨
- 大熊遠矢 / ブライトン：永岡卓也
- 河井衣月：滝裕可里
- シェリー：森田涼花
- 日向快 / 宇宙刑事シャリバン：三浦力（友情出演）
- 烏丸舟 / 宇宙刑事シャイダー：岩永洋昭（友情出演）
- エリーナ：穂花
- 魔女キル：人見早苗
- 岩本室長：イジリー岡田
- コム長官：西沢利明
- 一条寺烈 / 宇宙刑事ギャバン：大葉健二

### 声の出演
- ザン・バルド：松本大
- リザードダブラー：関智一
- ドン・ホラー：飯塚昭三
- ナレーション：小林清志
- 予告ナレーション：鈴木英一郎

### スーツアクター
- 宇宙刑事ギャバンtypeG[8][9]：浅井宏輔
- 宇宙刑事ギャバン、ブライトン：藤井祐伍[10][11]
- 宇宙刑事シャリバン[12]：松本竜一
- 宇宙刑事シャイダー[13][14]：大藤直樹
- ザン・バルド[15]：岩上弘数
- リザードダブラー[15][16]：羽賀亮洋
- 高田将司
- 石井靖見
- 松岡千尋
- 橋口未和
- 村井亮
- 蔦宗正人
- 藤田慧
- 玄也
- 岡田和也
- 片伯部浩正
- 白崎誠也
- 寺本翔悟
- 水野由香利
- 伊藤茂騎
- 北川裕介
- 井口尚哉
- つちださゆり
- 小笠原竜哉
- 柏木佑太
- 北村海
- 松本拓巳
- 大隈厚志
- 三村幸司
- 中山甲斐
- 金子起也

## スタッフ
- 原作：八手三郎
- 脚本：小林雄次
- 音楽：渡辺宙明、山下康介
- 製作：鈴木武幸（東映）、平城隆司（テレビ朝日）、間宮登良松（東映ビデオ）、木下直哉（木下工務店）、松田英史（東映エージエンジー）、古澤圭亮（バンダイ）、前山寛邦（日本コロムビア）
- 企画：白倉伸一郎（東映）、桑田潔（テレビ朝日）、日達長夫（東映ビデオ）、天野智弘（木下工務店）、疋田和樹（東映エージエンジー）、小野口征（バンダイ）、八木仁（日本コロムビア）
- エグゼクティブプロデューサー：杉山登
- 撮影：菊池亘（J.S.C.）
- 照明：本田純一
- 美術：竹内公一
- 編集：佐藤連
- 録音：深井康之
- 助監督：近藤孔明、荒川史絵、谷本健晋、松井貴
- スクリプター：國米美子
- 制作担当：本間隆廣
- アシスタントプロデューサー：久慈麗人
- ラインプロデューサー：道木広志、青柳夕子
- Bキャメラ・計測：岩崎智之
- 編集助手：柳澤和子
- 音響効果：小川広美
- 選曲：宮本明子
- 仕上業務：薄井洋明
- 進行主任：式守修
- 製作デスク：佐々木幸司、平岩一輝
- クリーチャーデザイン：篠原保
- イラスト：野口竜
- アクション監督：おぐらとしひろ（ジャパンアクションエンタープライズ）
- 特撮監督：佛田洋（特撮研究所）
- プロデューサー：日笠淳、加藤和夫、佐藤現、佐々木基
- 「ギャバン」製作委員会（東映、テレビ朝日、東映ビデオ、木下グループ、東映エージエンシー、バンダイ、日本コロムビア、ADK）
- 配給：東映
- 監督：金田治（ジャパンアクションエンタープライズ）

## 主題歌
「宇宙刑事ギャバン」
作詞 - 山川啓介 / 作曲 - 渡辺宙明 / 編曲 - 馬飼野康二 / 歌 - 串田アキラ
「宇宙刑事ギャバン -Type G-」
作詞 - 山川啓介 / 作曲 - 渡辺宙明 / 編曲 - 和田耕平 / 歌 - 串田アキラ
挿入歌として使用。

## 他媒体展開
『宇宙刑事ギャバン伝説』
テレビマガジン2012年11月号ふろくDVD。初代ギャバンの足跡と新規撮り下ろしによるtypeGの活躍を収録。
- ギャバンのスーツアクターは高田将司が務めた。高田は、ギャバンのスーツが体型に合わなかったため思うように演技ができなかったことを述べている。

『宇宙刑事ギャバン THE NOVEL』
小説作品。『ゴーカイジャーVSギャバン』以降の物語を描いており、本作品に繋がるオリジナルストーリー。原作：八手三郎、著：小林雄次、朝日新聞出版、2012年10月5日発売
『宇宙刑事ギャバン THE COMIC -黒き英雄-』
漫画作品。2012年10月17日より、秋田書店特設サイト「宇宙刑事ギャバンTHE COMIC」にて、週刊連載「宇宙刑事ギャバン‐黒き英雄‐」の無料配信開始。
2012年11月21日まで最新話を隔週にわたり配信（全6話）され2013年3月6日発売の「月刊少年チャンピオン」の4月号にて第2部と題した続編が公開されることが決定しておりそれに先駆け3月号に第1部全6話の加筆修正版が掲載されることが決定している。また、第2部よりシャイダーとシャリバンも登場すると予告アナウンスがされている。
脚本・小林雄次、構成および演出・藤沢とおる、作画・太田正樹。
『宇宙刑事ギャバン typeG THE Beginning』
小説作品。ホビージャパン発行『宇宙船別冊 宇宙刑事ギャバン THE MOVIE』（2012年10月20日発売）に掲載された、劇場版序章となる小林雄次書き下ろしオリジナルストーリー。
『アニスパ! 宇宙刑事ギャバン取調室』
2012年10月6日より10月27日まで、「A&G 超RADIO SHOW〜アニスパ!〜」（文化放送）内で放送されたミニ番組。「アニスパ!」のパーソナリティ・鷲崎健と浅野真澄が、銀河連邦警察 アニスパ支部のベテラン刑事・（鷲崎）と新人刑事・（浅野）に扮し、映画の最新情報を紹介。また、出演するキャストからのメッセージや、リスナーから寄せられたギャバンに関する大喜利を紹介した。

### 『特命戦隊ゴーバスターズ』
本作品のPRの一環として、同時期のテレビ作品『特命戦隊ゴーバスターズ』でコラボが行われ、『テレビマガジン』2012年10月号（同年9月発売）付録のDVD『特命戦隊ゴーバスターズvsビートバスターvsJ』に初代ギャバンが登場、テレビシリーズのMission31・32にはギャバンtypeG（十文字撃）とシェリーが登場し、ゴーバスターズの本編終了後にはレッドバスターとギャバンtypeGによるスペシャルCMが使われた。

ライノダブラー
テレビシリーズのMission31・32に登場したダブルモンスター。劇中でも公式サイトでも、マクーの残党として扱われているが、ヴァグラスに分類され紹介されている。サイのDNA情報を持つ。
- 新たなダブルモンスターとして、最もダブルモンスターらしい『ギャバン』第13・14話に登場したサイダブラーをアップデートすることとなった。『ゴーバスターズ』のメタロイドとの差別化から、頭部はあくまでもサイに似た宇宙生物然とした上で、原典に倣ってトリケラトプスのような顔が胴体の地軸転換装置を中心にもう一つあるような構成にし、「ダブル」という意味がそこでも通るようにしている。細部は増尾隆幸の『宇宙船』での連載を思い出しながら仕上げたという。

### その他の映像作品
『仮面ライダー×スーパー戦隊×宇宙刑事 スーパーヒーロー大戦Z』
2013年4月27日公開。ギャバンtypeGを始めとする本作品の登場人物が引き続き登場。
『宇宙刑事シャリバン NEXT GENERATION』 / 『宇宙刑事シャイダー NEXT GENERATION』
2014年10月・11月に発売のVシネマ2作品。本作品に登場した二代目シャリバン・日向快と二代目シャイダー・烏丸舟がそれぞれ主人公として活躍。また、ギャバンtypeG・十文字撃も二作品両方に出演する。
『スペース・スクワッド ギャバンVSデカレンジャー』
2017年6月17日公開。同年7月19日発売。ギャバンtypeG・十文字撃、シェリー、ギャバン・一条寺烈が登場。
『ガールズ・イン・トラブル スペース・スクワッド EPISODE ZERO』
2017年6月17日公開。同年8月9日発売。シェリーが登場。
『宇宙戦隊キュウレンジャー』
Space.18（第18話）にギャバンtypeG・十文字撃が登場。
『宇宙戦隊キュウレンジャーVSスペース・スクワッド』
2018年6月30日劇場公開。同年8月8日BD/DVD発売。

## ソフト化
2013年2月21日発売。東映ビデオよりBlu-rayとDVDでリリース。
- 宇宙刑事ギャバン THE MOVIE 通常版（1枚組）
  - 映像特典
    - 特報・劇場予告編
- 宇宙刑事ギャバン THE MOVIE コレクターズパック（2枚組）
  - ディスク1：本編ディスク（通常版と同様）
  - ディスク2：特典DVD
    - メイキング
    - 先行プレミア上映記者会見
    - 先行プレミア上映舞台挨拶
    - 公開初日舞台挨拶
    - TVスポット集
    - ポスターギャラリー

  - 初回限定特典
    - 主題歌CD